# Lela Tjitjinadze
Lela Tjitjinadze, född 22 december 1988, är en georgisk fotbollsspelare som för närvarande spelar för den georgiska klubben Baia Zugdidi. Hon har tidigare spelat för Nortji Dinamoeli och Iveria Chasjuri.
Tjitjinadze spelar även för Georgiens damlandslag i fotboll, och gjorde i mars 2011 det enda målet i Georgiens första officiella seger.